# Джерело мінеральної води (Розлуч, №1)
Джерело́ мінера́льної води́ № 1 — гідрологічна пам'ятка природи місцевого значення в Україні. Розташована в межах Турківського району Львівської області, у північно-східній частині села Розлуч, на території ландшафтного заказника «Розлуч».
Площа пам'ятки природи — 0,03 га. Статус дано згідно з рішенням Львівської облради від 1984 року. Перебуває у віданні Розлуцької сільської ради.
Статус дано для збереження природного мінерального джерела гідрокарбонатно-натрієво-кальцієвої води типу «Нафтуся» слабої мінералізації.